# The Right of Way (film fra 1920)
The Right of Way er en amerikansk stumfilm fra 1920 af John Francis Dillon.

## Medvirkende
- Bert Lytell som Charley Steele
- Gibson Gowland som Jo Portugais
- Leatrice Joy som Rosalie Eventurail
- Virginia Caldwell som Kathleen Stle
- Antrim Short som Billy Wantage
- Carmen Phillips som Paulette Du Bois
- Frank Currier
- Henry Harmon
- Larry Steers som Tom Fairing